# Papudo
Papudo è un comune del Cile della provincia di Petorca nella Regione di Valparaíso. Al censimento del 2002 possedeva una popolazione di 4.608 abitanti.

## Società

### Evoluzione demografica
| Censimento del 1992 | Censimento del 2002 |
| 3.896 ab.           | 4.608 ab.           |